# Clausenia
Clausenia (лат.) — род мелких паразитических хальцидоидных наездников из семейства Encyrtidae. Около 10 видов. Европа, Африка (Гана, Египет, Южная Африка), Северная Америка (Канада, США), Центральная и Южная Америка (Боливия, Бразилия, Коста-Рика, Эквадор), Азия (Индия, Китай, Туркменистан, Япония). В некоторые страны попал в результате интродукции для борьбы с вредителями. Длина 1—2 мм. Тело металлически блестящее, тёмное. Максиллярные щупики 4-члениковые, лабиальные — 3-члениковые. Усики с 6-члениковым жгутиком. Жвалы двузубчатые. Парапсидальные бороздки на щите среднегруди отсутствуют. Лапки 5-члениковые. Жгутик усиков самцов частично перистый. Паразиты мучнистых червецов из семейства Pseudococcidae. Среди хозяев представители таких видов как Allococcus trichiliae, Erium sp., Maconellicoccus hirsutus, Octococcus pentziae, Pseudococcus sp., Pseudococcus comstocki, Pseudococcus concavocerarii, Pseudococcus njalensis (Pseudococcidae), а также (Aleyrodidae).
- Clausenia capensis Annecke & Mynhardt, 1970 — Южная Африка[6]
- Clausenia comperei Kerrich, 1967
- Clausenia concinna Annecke & Mynhardt, 1970 — Южная Африка[6]
- Clausenia confusor Kerrich, 1967
- Clausenia corrugata Kerrich, 1967
- Clausenia guineensis Kerrich, 1967
- Clausenia josefi Rosen, 1965 — Израиль[7]
- Clausenia lacca (Agarwal, 1963)
- Clausenia mariae Myartseva, 1979 — Туркменистан[8]
- Clausenia purpurea Ishii, 1923
- Clausenia senex Noyes, 2000 — Боливия, Коста-Рика, Эквадор[9]
- Clausenia sobrina Annecke & Mynhardt, 1970 — Южная Африка[6]